# Jean VIII de Bourbon-Vendôme
Pour les articles homonymes, voir Jean VIII.
Jean VIII de Bourbon, né en 1428 et mort le 6 janvier 1477 au château de Lavardin, comte de Vendôme de 1446 à sa mort, fils de Louis Ier et de Jeanne de Laval. Il est un descendant à la 6e génération en lignée masculine du roi Saint-Louis et l'arrière-arrière-grand-père également en lignée masculine du roi Henri IV de France, ainsi que l'arrière-grand-père de Catherine de Médicis.

## Biographie
Fidèle de Charles VII, il fait ses premières armes avec le comte de Dunois en combattant les Anglais en Normandie et en Guyenne.
Il accueille une première fois le roi Charles VII en mars 1448 en son château de Lavardin pour le siège du Mans. Puis une seconde fois en 1458, cette fois dans le château de Vendôme venu pour le procès en haute trahison de Jean II duc d'Alençon.
À la mort de Charles VII, il se rallie à Louis XI et combat pour lui à la bataille de Montlhéry lors de la Ligue du Bien public ; mais la méfiance de ce dernier envers les anciens conseillers de son père incite le comte à se retirer dans son château de Lavardin.
Il fit beaucoup pour la ville de Vendôme :
- reconstruction de la chapelle Saint-Jacques, dès 1452 ;
- il concède à la ville la porte de Saint-Georges, puis la propriété des fossés (avec la charge de les garder et les entretenir, ainsi que les murailles) ;
- il fonde l'église Marie-Madeleine en 1474, qui devint église paroissiale en 1487.

Jean VIII de Bourbon-Vendôme mourut en 1477 dans son château de Lavardin et fut inhumé dans la collégiale Saint-Georges de Vendôme auprès de son épouse et de ses ancêtres.

## Mariage et descendance
Il épouse, le 9 novembre 1454 à Angers, Isabelle de Beauvau (1436-1475), dame de Champigny et de la Roche-sur-Yon, fille de Louis de Beauvau et Marguerite de Chambley, dont il a huit enfants :
- Jeanne (1460-1487), mariée en 1477 à Louis de Joyeuse,
- Catherine (1461-ap. 1525), mariée en 1484 à Gilbert de Chabannes, sénéchal du Limousin,
- Jeanne (1465-1511), mariée en 1487 à Jean II, duc de Bourbon, puis à Jean IV de La Tour-d'Auvergne, comte d'Auvergne,
- Renée (1468-1534), abbesse de Fontevraud,
- François (1470-1495), comte de Vendôme,
- Louis (1473-1520), prince de la Roche-sur-Yon,
- Charlotte (1474-1520), mariée à Engilbert de Clèves, comte de Nevers,
- Isabelle (1475-1532), abbesse de la Trinité de Caen.

D'une liaison avec Philippine de Gournay, il a :
- Jacques,  baron de Ligny (1455-1524), marié en 1505 avec dame Jeanne de Rubempré, d'où la tige des Bourbon-Ligny-Rubempré (Maison de Bourbon-Ligny),

et avec Guyonne Peignée :
- Louis, évêque d'Avranches, mort en 1510[1].

## Descendance de Saint-Louis à Henri IV
- Louis IX Saint Louis
  - Robert de Clermont
    - Louis Ier de Bourbon
      - Jacques Ier de Bourbon-La Marche
        - Jean Ier de Bourbon-La Marche
          - Louis Ier de Bourbon-Vendôme
            - Jean VIII de Bourbon-Vendôme
              - François de Bourbon-Vendôme
                - Charles IV de Bourbon
                  - Antoine de Bourbon
                    -  Henri IV le Grand